# Демченко Василь Григорович
Васи́ль Григо́рович Де́мченко (1831—1914) — правознавець Російської імперії, професор (1877), доктор юридичних наук (1877). Засновник та почесний голова Київського юридичного товариства.

## Життєпис
Народився 1831 року в селі Деньги сучасного Золотоніського району (Черкаська область).
1855 року закінчив Київський університет святого Володимира (юридичний факультет), де від 1857-го й працював. У 1856—1857 роках працював у межовому департаменті Сенату (Санкт-Петербург).
З 1861 року — ад'юнкт, від 1877-го (після захисту докторської дисертації) — ординарний професор кафедри цивільних і межових законів. Одночасно в 1863—1864 та 1866—1879 роках — суддя університетського суду. Протягом 1870–1879-х — секретар, у 1879—1885 роках — декан юридичного факультету.
Є одним із засновників, протягом 1877—1879 та 1884—1909 років — голова, від 1909 року — почесний голова Київського юридичного товариства. За його редакторства в 1877—1879 роках виходили «Протоколи» товариства.
Займався дослідженням російського спадкового права.
Курс лекцій цивільного права Василя Демченка відомий за літографованими записами слухачів.
Батько Григорія Демченка.

### Серед робіт
- «Историческое исследование о показаниях свидетелей, как доказательстве по делам судебным, по русскому праву до Петра Великого», 1859
- «Предложения, представленные съезду русских юристов в Москве», 1875
- «Существо наследства и призвание к наследованию по русскому праву», 1877.